# غوكو (لاعب كرة قدم)
غوكو (بالإسبانية: Goku)‏ هو لاعب كرة قدم إسباني في مركز الوسط، ولد في 1 أبريل 1990 في المنكب في إسبانيا. لعب مع نادي بورغوس ونادي غرناطة.

## وصلات خارجية
- غوكو على موقع قاعدة بيانات كرة القدم.إي يو (الإنجليزية)
- غوكو على موقع Soccerway.com (الإنجليزية)